# Chenac-Saint-Seurin-d'Uzet
Chenac-Saint-Seurin-d'Uzet és un municipi francès situat al departament del Charente Marítim i a la regió de la Nova Aquitània. L'any 2007 tenia 593 habitants.

## Demografia

### Població
El 2007 la població de fet de Chenac-Saint-Seurin-d'Uzet era de 593 persones. Hi havia 276 famílies de les quals 92 eren unipersonals (48 homes vivint sols i 44 dones vivint soles), 84 parelles sense fills, 76 parelles amb fills i 24 famílies monoparentals amb fills.
La població ha evolucionat segons el següent gràfic:
Habitants censats

### Habitatges
El 2007 hi havia 459 habitatges, 270 eren l'habitatge principal de la família, 159 eren segones residències i 30 estaven desocupats. 448 eren cases i 8 eren apartaments. Dels 270 habitatges principals, 224 estaven ocupats pels seus propietaris, 36 estaven llogats i ocupats pels llogaters i 10 estaven cedits a títol gratuït; 3 tenien una cambra, 14 en tenien dues, 45 en tenien tres, 64 en tenien quatre i 144 en tenien cinc o més. 196 habitatges disposaven pel capbaix d'una plaça de pàrquing. A 137 habitatges hi havia un automòbil i a 102 n'hi havia dos o més.

### Piràmide de població
La piràmide de població per edats i sexe el 2009 era:
| Homes | Edats   | Dones |
| ----- | ------- | ----- |
| 0     | 95 o +  | 0     |
| 4     | 90 a 94 | 0     |
| 0     | 85 a 89 | 4     |
| 8     | 80 a 84 | 4     |
| 16    | 75 a 79 | 32    |
| 20    | 70 a 74 | 24    |
| 16    | 65 a 69 | 24    |
| 32    | 60 a 64 | 20    |
| 20    | 55 a 59 | 32    |
| 20    | 50 a 54 | 16    |
| 8     | 45 a 49 | 8     |
| 28    | 40 a 44 | 16    |
| 16    | 35 a 39 | 8     |
| 8     | 30 a 34 | 20    |
| 16    | 25 a 29 | 16    |
| 8     | 20 a 24 | 8     |
| 12    | 15 a 19 | 8     |
| 16    | 10 a 14 | 12    |
| 20    | 5 a 9   | 12    |
| 24    | 0 a 4   | 0     |

## Economia
El 2007 la població en edat de treballar era de 348 persones, 224 eren actives i 124 eren inactives. De les 224 persones actives 208 estaven ocupades (119 homes i 89 dones) i 16 estaven aturades (5 homes i 11 dones). De les 124 persones inactives 60 estaven jubilades, 23 estaven estudiant i 41 estaven classificades com a «altres inactius».

### Ingressos
El 2009 a Chenac-Saint-Seurin-d'Uzet hi havia 279 unitats fiscals que integraven 596 persones, la mediana anual d'ingressos fiscals per persona era de 15.105,5 €.

### Activitats econòmiques
Dels 29 establiments que hi havia el 2007, 1 era d'una empresa extractiva, 1 d'una empresa de fabricació de material elèctric, 1 d'una empresa de fabricació d'elements pel transport, 2 d'empreses de fabricació d'altres productes industrials, 4 d'empreses de construcció, 7 d'empreses de comerç i reparació d'automòbils, 2 d'empreses d'hostatgeria i restauració, 6 d'empreses immobiliàries, 4 d'empreses de serveis i 1 d'una empresa classificada com a «altres activitats de serveis».
Dels 7 establiments de servei als particulars que hi havia el 2009, 1 era un paleta, 1 guixaire pintor, 1 lampisteria, 1 electricista, 1 perruqueria, 1 restaurant i 1 agència immobiliària.
L'únic establiment comercial que hi havia el 2009 era una botiga de menys de 120 m².
L'any 2000 a Chenac-Saint-Seurin-d'Uzet hi havia 42 explotacions agrícoles que ocupaven un total de 1.271 hectàrees.

## Equipaments sanitaris i escolars
El 2009 hi havia una escola elemental integrada dins d'un grup escolar amb les comunes properes formant una escola dispersa.

## Poblacions més properes
El següent diagrama mostra les poblacions més properes.